# Misión Milagro
La Misión Milagro, o Operazione Milagro, è un progetto umanitario che ebbe inizio l'8 luglio 2004 con l'impulso dei governi di Cuba e Venezuela. Ha lo scopo di aiutare quelle persone con scarse risorse affinché possano essere operate per vari problemi oculari. È un piano sanitario che fa capo in forma congiunta ai governi di Cuba e Venezuela e che cerca di dare soluzione a determinate patologie oculari della popolazione. È parte del piano di integrazione dell'America Latina, e si integra nei programmi per ottenere l'unità tra i popoli dell'Alleanza Bolivariana per le Americhe (ALBA).
Dalla sua creazione sono state operate, grazie all'avanzato sviluppo della medicina cubana, migliaia di latinoamericani di paesi come El Salvador, Guatemala, Ecuador, Colombia, Costa Rica, Venezuela, Bolivia, Argentina e Repubblica Dominicana, e si prevede la sua applicazione in altri paesi. Come parte del suo sviluppo sono sorti centri di Oftalmologia in Venezuela e Bolivia con personale, equipaggiamento e risorse cubane.
Nei centri dove vengono alloggiati i pazienti a Cuba sono assistiti da medici, operatori sociali e studenti universitari che dedicano parte delle loro vacanze a questo lavoro di solidarietà.

## Obiettivi
Il piano prevede che, in un periodo di 10 anni, si presti attenzione chirurgica a circa sei milioni di persone affette da problemi oftalmologici.
Il piano, che ebbe inizio in Venezuela, si applica già in 31 paesi dell'America Latina, dei Caraibi, dell'Asia e dell'Africa. Come estensione di questo programma sono state create, con l'aiuto del personale medico cubano, cliniche in Venezuela e Bolivia che contribuiranno al trattamento gratuito di queste infermità, permettendo così maggior controllo e prevenzione.

## Sviluppo
Nell'ottobre 2005, il governo dell'Avana inviò 2000 professionisti sanitari in Pakistan, installando 30 ospedali da campo che assistettero più di 1,5 milioni di persone, in seguito al terremoto avvenuto nel paese asiatico.
In seguito al terremoto in Indonesia del 27 maggio 2006, Cuba inviò 135 medici e una delegazione che assistette 1000 pazienti al giorni nell'isola di java, fermandosi per un totale di otto mesi.
Nel dicembre 2007, Cuba celebrò il raggiungimento di un milione di pazienti da America Latina, Caraibi e Africa che hanno recuperato o migliorato la vista grazie all'Operazione Milagro, essendo un fatto unico nella storia dell'umanità, grazie alla collaborazione dei governi rivoluzionari di Cuba e Venezuela.
Il 20 novembre 2008, Cuba e Angola si accordarono per la formazione di oftalmologi del paese africano sotto l'istruzione di specialisti cubani nel segno dell'Operazione Milagro.

## Copertura attuale
Nell'Operazione Milagro partecipano 165 istituzioni cubane. Dispone già di una rete di 49 centri oftalmologici con 82 postazioni chirurgiche in 14 paesi di America Latina e Caraibi. Ci sono missioni dell'Operazione Milagro in Venezuela, Bolivia, Costa Rica, Ecuador, Haiti, Honduras, Panama, Guatemala, Saint Vincent e Granadine, Guyana, Paraguay, Granada, Nicaragua e Uruguay. Nonostante l'importanza di portare assistenza medica a persone di scarse risorse, Stati come quello peruviano hanno visto in questa iniziativa un mezzo d'infiltrazione e propaganda. Dopo queste accuse, l'Operazione Milagro ha cessato le sue attività nel paese andino.